# Glenea iphia
Glenea iphia é uma espécie de escaravelho da família Cerambycidae. Foi descrito por Francis Polkinghorne Pascoe em 1867.  É conhecida a sua existência em Sulawesi.

## Varietas
- Glenea iphia var. celebiana Breuning, 1960
- Glenea iphia var. inframetallica Breuning, 1958